# Wakkanai

Wakkanai (en japonés: 稚 内 市 Wakkanai-shi; en ainu: ヤ ㇺ ワ ッ カ ナ イ Yam-wakka-nay que significa "río de agua fría"; en ruso: Вакканай ) es una ciudad situada en la prefectura de Hokkaido al norte de Japón. Es la capital de la Subprefectura de Sōya y la ciudad más al norte de Japón. Tiene 37.011 habitantes y un área total de 760.80 km².
En Wakkanai se encuentra también la primera residencia de ancianos de Japón construida en el interior de la estación central de trenes de su ciudad, un novedoso enfoque para atender a la creciente población de ancianos de Japón que ha sido imitado desde entonces en varias otras ciudades.

## Historia
Wakkanai fue originalmente el hogar de una población Ainu. El primer asentamiento japonés se estableció en 1685.
- 1879: Se funda el pueblo de Wakkanai.
- 1897: Se establece la Subprefectura de Sōya.
- 1901: La aldea de Wakkanai se convirtió en la ciudad de Wakkanai.
- 1949: El pueblo de Wakkanai se convierte en la ciudad de Wakkanai.
- 1955: El pueblo de Soya se fusiona con la ciudad de Wakkanai.
- 1959: Se inaugura el Aeropuerto de Wakkanai.

## Clima
Wakkanai tiene un clima continental húmedo (Köppen: Dfb) típico de Hokkaido, pero con una fuerte influencia del océano como porciones de islas cercanas a las grandes masas de tierra (como las islas menores de Nueva Escocia), con inviernos fríos, veranos cálidos y precipitaciones generalmente abundantes procedentes de la Baja de las Aleutianas, cuyos vientos azotan la ciudad directamente desde el Mar de Japón pero con una fuerte influencia oceánica (46 °F). El invierno es lo suficientemente frío como para no caer en un clima "Cfb" y los veranos aunque muy suaves para el típico clima "b" son lo suficientemente cálidos como para caer en un "Dfc", ambos en la clasificación de Koppen.
Wakkanai tiene el clima continental húmedo típico de Hokkaido, con inviernos fríos, veranos cálidos y precipitaciones dispersas durante el año.
La temperatura más alta jamás registrada en Wakkanai fue de 32,7 °C el 29 de julio de 2021[8] La temperatura más fría jamás registrada fue de -19,4 °C el 30 de enero de 1944.
| Parámetros climáticos promedio de Wakkanai (1991-2020) | Parámetros climáticos promedio de Wakkanai (1991-2020) | Parámetros climáticos promedio de Wakkanai (1991-2020) | Parámetros climáticos promedio de Wakkanai (1991-2020) | Parámetros climáticos promedio de Wakkanai (1991-2020) | Parámetros climáticos promedio de Wakkanai (1991-2020) | Parámetros climáticos promedio de Wakkanai (1991-2020) | Parámetros climáticos promedio de Wakkanai (1991-2020) | Parámetros climáticos promedio de Wakkanai (1991-2020) | Parámetros climáticos promedio de Wakkanai (1991-2020) | Parámetros climáticos promedio de Wakkanai (1991-2020) | Parámetros climáticos promedio de Wakkanai (1991-2020) | Parámetros climáticos promedio de Wakkanai (1991-2020) | Parámetros climáticos promedio de Wakkanai (1991-2020) |
| Mes                                                    | Ene.                                                   | Feb.                                                   | Mar.                                                   | Abr.                                                   | May.                                                   | Jun.                                                   | Jul.                                                   | Ago.                                                   | Sep.                                                   | Oct.                                                   | Nov.                                                   | Dic.                                                   | Anual                                                  |
| ------------------------------------------------------ | ------------------------------------------------------ | ------------------------------------------------------ | ------------------------------------------------------ | ------------------------------------------------------ | ------------------------------------------------------ | ------------------------------------------------------ | ------------------------------------------------------ | ------------------------------------------------------ | ------------------------------------------------------ | ------------------------------------------------------ | ------------------------------------------------------ | ------------------------------------------------------ | ------------------------------------------------------ |
| Temp. máx. abs. (°C)                                   | 7.4                                                    | 9.3                                                    | 13.1                                                   | 20.2                                                   | 26.9                                                   | 26.8                                                   | 32.7                                                   | 31.6                                                   | 29.7                                                   | 23.5                                                   | 17.4                                                   | 11.5                                                   | 32.7                                                   |
| Temp. máx. media (°C)                                  | −2.4                                                   | -2.0                                                   | 1.6                                                    | 7.4                                                    | 12.4                                                   | 16.1                                                   | 20.1                                                   | 22.3                                                   | 20.1                                                   | 14.1                                                   | 6.3                                                    | 0.0                                                    | 9.7                                                    |
| Temp. media (°C)                                       | -4.3                                                   | −4.3                                                   | -0.6                                                   | 4.5                                                    | 9.1                                                    | 13.0                                                   | 17.2                                                   | 19.5                                                   | 17.2                                                   | 11.3                                                   | 3.8                                                    | −2.1                                                   | 7.0                                                    |
| Temp. mín. media (°C)                                  | −6.4                                                   | −6.7                                                   | −3.1                                                   | 1.8                                                    | 6.3                                                    | 10.4                                                   | 14.9                                                   | 17.2                                                   | 14.4                                                   | 8.4                                                    | 1.3                                                    | −4.2                                                   | 4.5                                                    |
| Temp. mín. abs. (°C)                                   | -19.4                                                  | -18.3                                                  | -17.4                                                  | -8.0                                                   | -2.2                                                   | 2.1                                                    | 6.4                                                    | 8.9                                                    | 3.5                                                    | -4.4                                                   | -11.4                                                  | -16.0                                                  | -19.4                                                  |
| Precipitación total (mm)                               | 84.6                                                   | 60.6                                                   | 55.1                                                   | 50.3                                                   | 68.1                                                   | 65.8                                                   | 100.9                                                  | 123.1                                                  | 136.7                                                  | 129.7                                                  | 121.4                                                  | 112.9                                                  | 1109.2                                                 |
| Nevadas (cm)                                           | 129                                                    | 105                                                    | 68                                                     | 9                                                      | 0                                                      | 0                                                      | 0                                                      | 0                                                      | 0                                                      | 1                                                      | 41                                                     | 122                                                    | 475                                                    |
| Días de lluvias (≥ 1 mm)                               | 19.8                                                   | 15.9                                                   | 12.2                                                   | 8.8                                                    | 8.9                                                    | 7.9                                                    | 7.9                                                    | 9.1                                                    | 10.8                                                   | 14.0                                                   | 17.1                                                   | 20.9                                                   | 153.3                                                  |
| Días de nevadas (≥ 1 mm)                               | 24.8                                                   | 22.5                                                   | 16.9                                                   | 3.4                                                    | 0.0                                                    | 0.0                                                    | 0.0                                                    | 0.0                                                    | 0.0                                                    | 0.1                                                    | 8.9                                                    | 22.4                                                   | 99                                                     |
| Horas de sol                                           | 40.6                                                   | 74.7                                                   | 137.5                                                  | 173.5                                                  | 181.6                                                  | 154.6                                                  | 142.7                                                  | 150.7                                                  | 172.1                                                  | 134.6                                                  | 55.9                                                   | 28.4                                                   | 1446.9                                                 |
| Humedad relativa (%)                                   | 72                                                     | 71                                                     | 70                                                     | 75                                                     | 79                                                     | 85                                                     | 87                                                     | 84                                                     | 75                                                     | 68                                                     | 67                                                     | 70                                                     | 75                                                     |
| Fuente:                                                |                                                        |                                                        |                                                        |                                                        |                                                        |                                                        |                                                        |                                                        |                                                        |                                                        |                                                        |                                                        |                                                        |

## Medios de transporte

### Ferrocarril
JR Hokkaido gestiona servicios de trenes diésel en la línea principal Sōya desde Wakkanai hasta Nayoro, Asahikawa y Sapporo. El expreso limitado Sōya circula una vez al día hacia y desde Sapporo, mientras que el Sarobetsu circula dos veces al día hacia y desde Asahikawa, siendo necesario cambiar de tren a un servicio expreso limitado Lilac o Kamui en Asahikawa para llegar a Sapporo.
- Línea principal de Sōya : Wakkanai - Minami-Wakkanai - Bakkai - Yūchi

Arriba están las estaciones situadas en Wakkanai.
Hay planes para una extensión masiva del Ferrocarril Transiberiano. De hacerse realidad, pasaría por Sajalín y terminaría en Wakkanai. La temperatura más fría jamás registrada fue de −19,4 grados Celsius (−2,9 °F) el 30 de enero de 1944.

## Mar

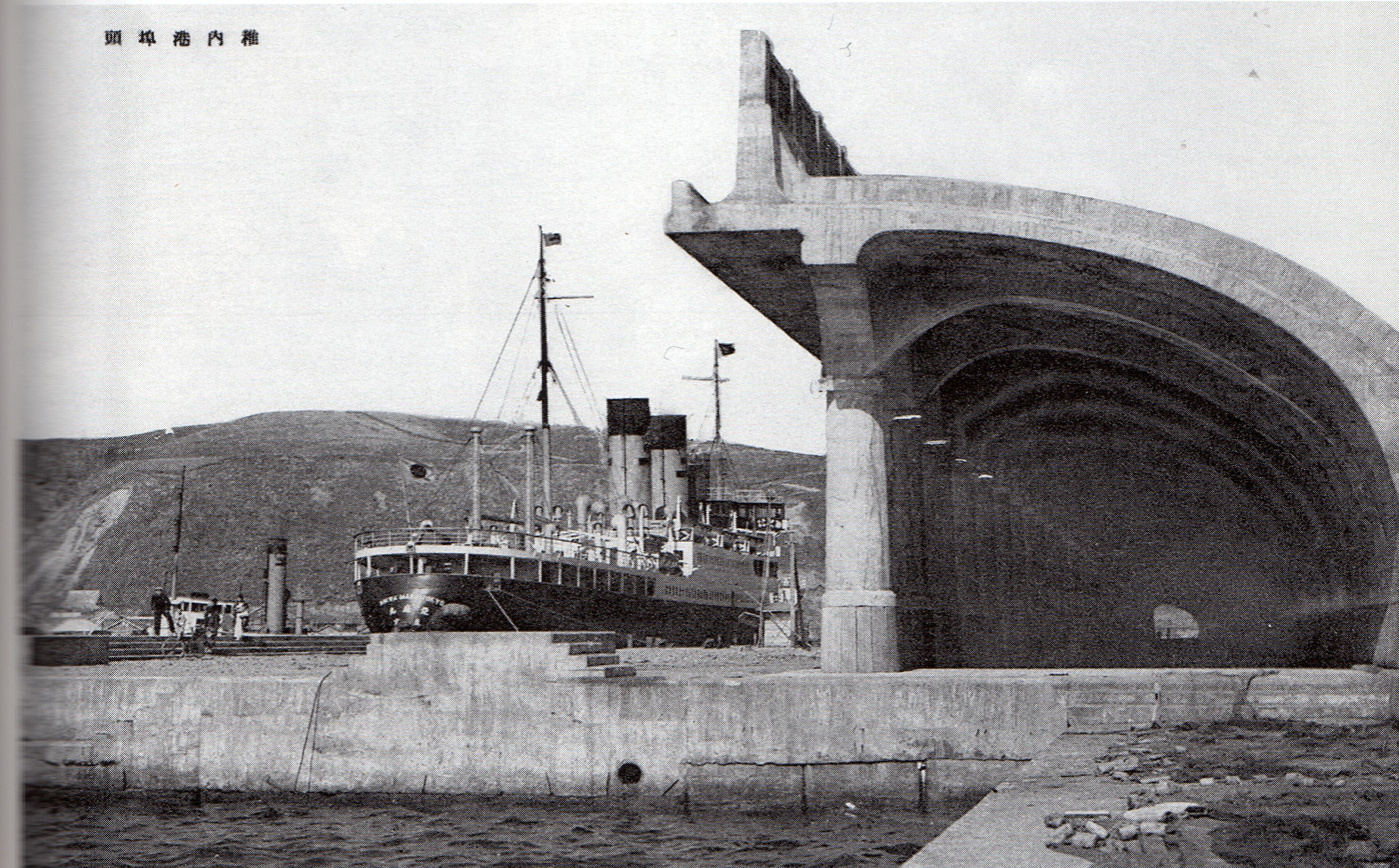
El transbordador Chihaku "Aniwamaru" de los Ferrocarriles Gubernamentales Japoneses, atracado en el muelle norte del puerto de Wakkanai. El transbordador Chihaku había conectado Wakkanai, en Hokkaido, y Odomari, en Sajalín, hasta que dejó de funcionar en 1945.

El transbordador Chihaku "Aniwamaru" de los Ferrocarriles Gubernamentales Japoneses, attracado en el muelle norte del puerto de Wakkanai. El ferry Chihaku había conectado Wakkanai, en Hokkaido, y Odomari, en Sajalín, hasta que dejó de funcionar en 1945.
Heartland Ferry opera un servicio de ferry estacional a la isla de Rebun y a la de Rishiri. El servicio de ferry a Korsakov, en la isla de Sajalín, finalizó el 18 de septiembre de 2015. El gobernador de Wakkanai, KUDO Hiroshi, se comprometió a restablecer el servicio de ferry a Sajalín y, en 2016, la ruta reanudó su funcionamiento entre los meses de junio y septiembre de cada año y es operada comercialmente por el buque Penguin 33, de bandera de la Commonwealth de Dominica, que es una embarcación de alta velocidad propiedad de Penguin International Limited y operada por la Sakhalin Shipping Company.

## Atracciones turísticas

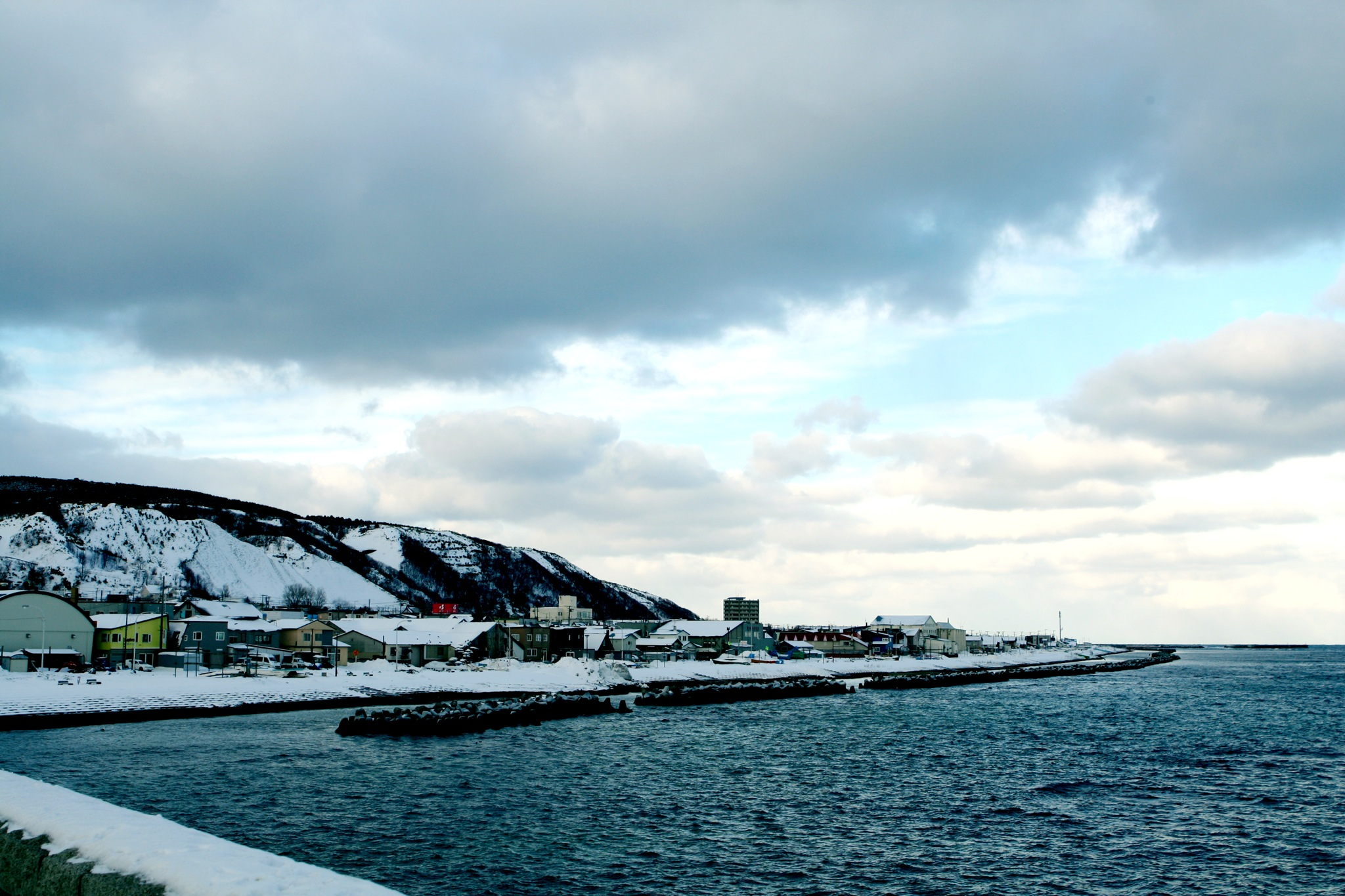
Costa de Wakkanai

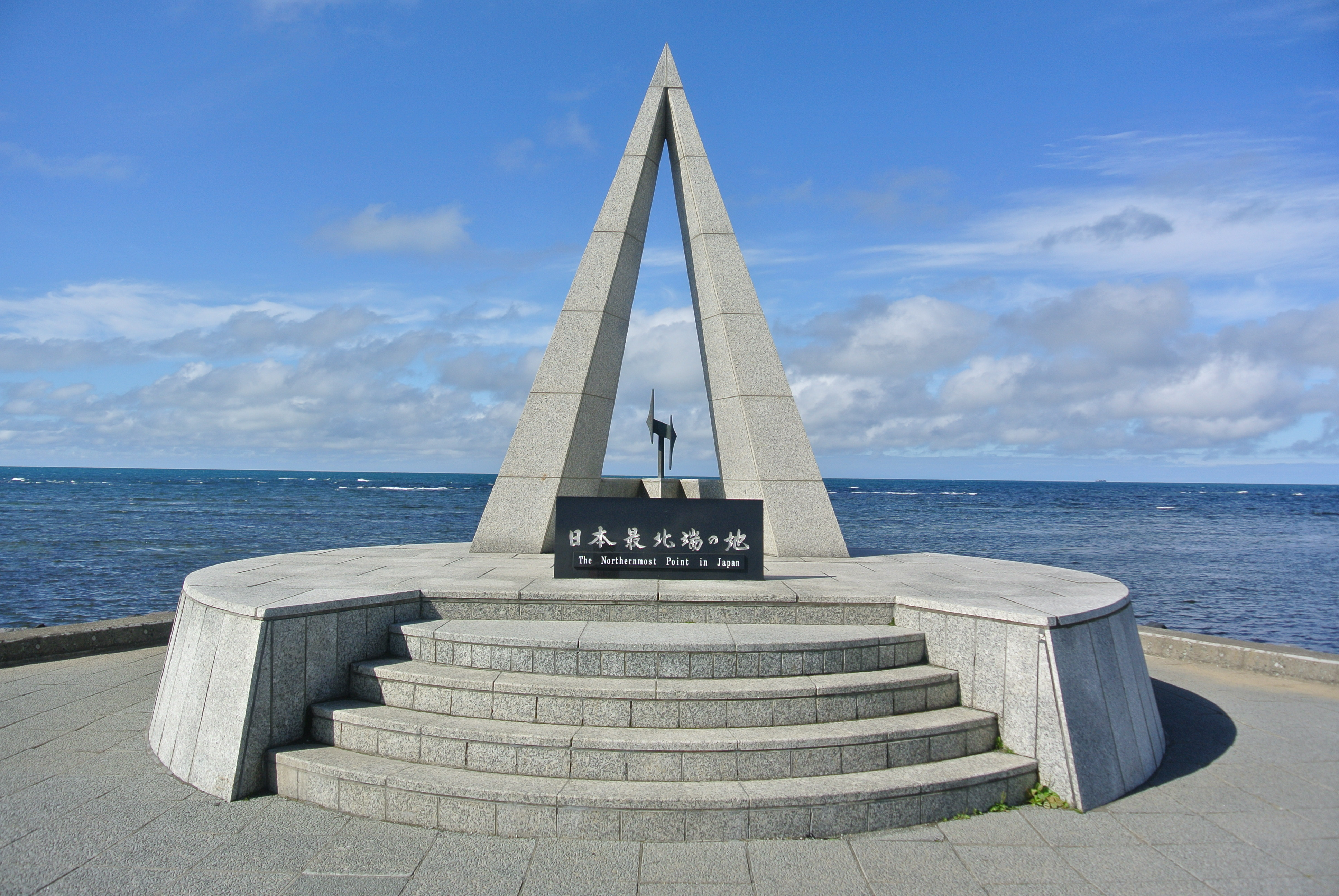
El punto más septentrional del monumento de Japón (en tierra) en Cabo Sōya

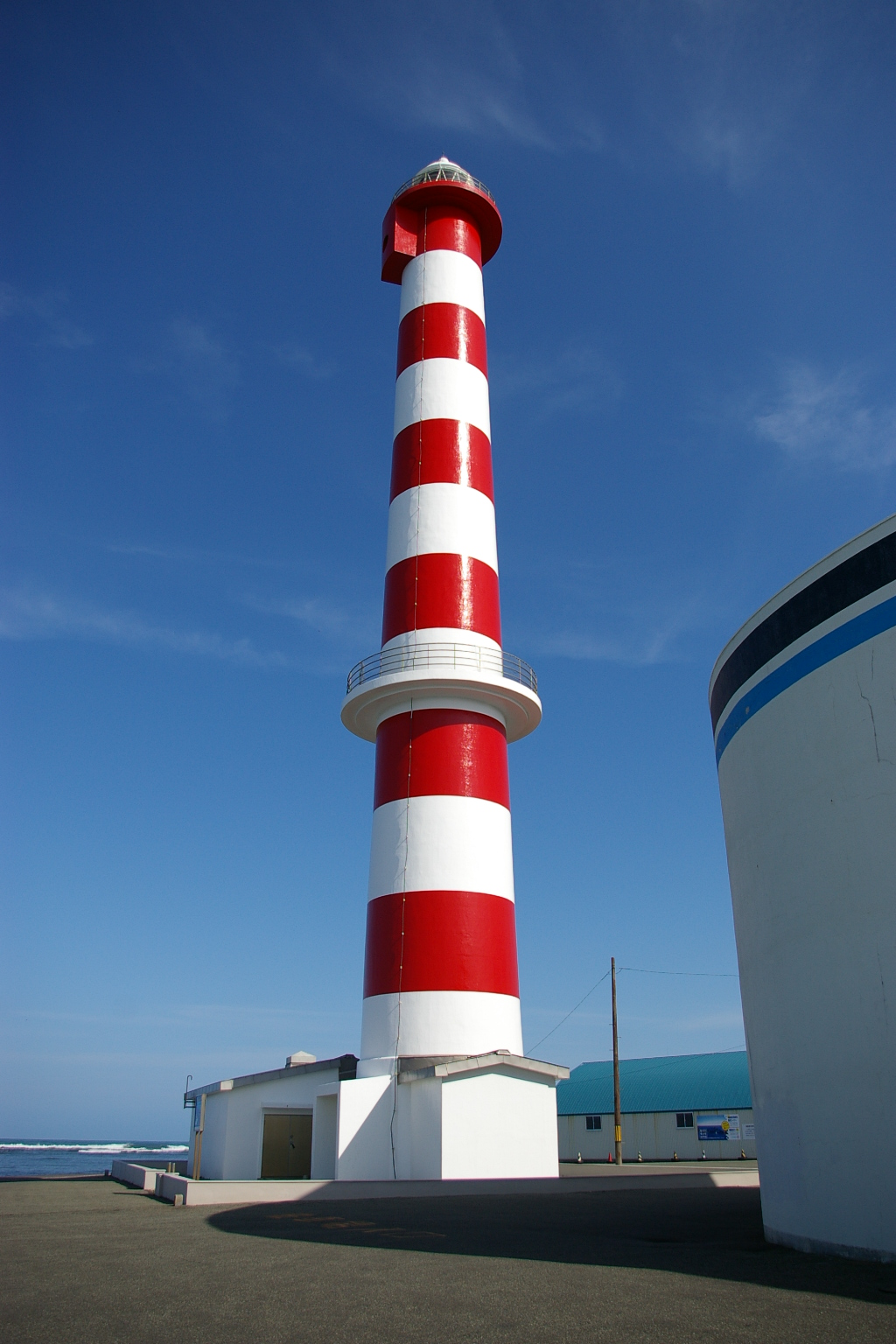
Faro de Wakkanai en 2006

- El Museo Daisuke Matsuzaka, dedicado al lanzador de béisbol "Dice-K" e inaugurado en 2008, se encuentra en Wakkanai, que es la ciudad natal de su padre.
- El Parque Wakkanai, donde se encuentra la Torre del Centenario, que conmemora el centenario de la fundación de la ciudad,[12] y el Museo Memorial Hoppo.[13]
- Cabo Sōya, donde se encuentra un monumento al punto más septentrional de Japón.
- Hokumon Jinja, un santuario sintoísta
- Domo Wakkanai Onsen, el onsen más septentrional de Japón.